# Fannys Friday
Fannys Friday ist eine Wissenssendung des ORF, die vom 18. September 2020 bis 4. Februar 2022 freitags um 15:40 im Fernsehsender ORF 1 ausgestrahlt wurde. Das Ziel der Sendung ist es, jungen Menschen Wissen unterhaltsam zu vermitteln. Die Sendung wird von Fanny Stapf moderiert.

## Auszeichnungen
- 2021: 53. Fernsehpreis der Österreichischen Erwachsenenbildung in der Kategorie Sendereihe an Sendungsverantwortliche Irina Oberguggenberger[2]